# Козорезов, Константин Исаакович
Козорезов Константин Исаакович (5 мая 1920 года, Москва — 23 сентября 2006 года, Москва) — советский и российский учёный в области механики, создатель вооружений. Заслуженный деятель науки Российской Федерации (2000).

## Биография
Родился в семье служащего. Отец — Исаак Тихонович — служил в Красной Армии, с 1929 года — на ответственной государственной и партийной работе. Мать — Устинья Александровна (Вашкевич), занималась сельским хозяйством, после 1917 года — домохозяйка. Семья часто переезжала, жили в городах Псков, Великие Луки, Смоленск, Теткино, среднюю школу Константин закончил в Белгороде (1937).
В 1937 году поступил в Харьковский химико-технологический институт, в связи с переездом семьи в Москву перевёлся в Московский химико-технологический институт (МХТИ) (1939). После начала Великой Отечественной войны, с июля по сентябрь 1941 года в составе комсомольского отряда работал землекопом на строительстве укреплений внешнего пояса укреплений Москвы.
С началом войны МХТИ был эвакуирован в Среднюю Азию, родители Козорезова — в Казань. В этой связи Константин в декабре 1941 года перевёлся на учёбу в Казанский химико-технологический институт на факультет боеприпасов. Защитил дипломную работу в декабре 1942 года, получил квалификацию инженера-химика-технолога.
С декабря 1941 года работал старшим контрольным мастером производственных мастерских при Казанском химико-технологическом институте. В январе 1943 года назначен начальником отдела боеприпасов Центральной исследовательско-экспериментальной лаборатории Главспецзаводов НКПП СССР в Москве. С августа 1945 года работал в организациях оборонного профиля в Москве, начальник лаборатории, начальник отдела. Главный конструктор ряда разработок, принятых на вооружение, среди них фугасная авиационная бомба с корпусом из бумажного литья вместо стали (1942—1943), кумулятивная противотанковая авиационная бомба с корпусом из бумажного литья (1944), боевая часть направленного осколочного действия к зенитной ракете 207А системы С-25, осколочные боевые части к авиационным ракетам комплекса К-5 и К-5М, боевые части к зенитной ракете и противоракете В-1000, впервые в мировой практике сбившей головную часть баллистической ракеты Р-12 на высоте 25 км 4 марта 1961 года (этот день ныне отмечается как День Противоракетной обороны).
В 1952 году без отрыва от работы окончил аспирантуру и защитил диссертацию на соискание учёной степени кандидата технических наук.
В 1963 году прошёл по конкурсу на должность заведующего лаборатории исследования взрывных и ударных процессов отдела волновой динамики НИИ механики МГУ.
Доктор технических наук (1969). В 1978 году утвержден в звании профессор по специальности физика взрыва.
С 1995 года — главный научный сотрудник.
Подготовил 9 кандидатов наук. Автор и соавтор более 250 научных работ и более 30 изобретений, 11 из которых запатентованы за рубежом.

## Научные интересы
Вопросы физики взрыва, физики процессов высокоскоростного взаимодействия тел, сверхглубокому прониканию тел, физики упрочнения металлов.
Разработанный им взрывной способ упрочения крестовин стрелочных переводов внедрён в производство на Новосибирском стрелочном заводе, взрывной способ извлечения сломанных свёрл — на заводе ЗИЛ.
Разработал способ взрывной очистки нефтяных труб от минеральных и парафиновых осадков.
Сотрудничал с академиками М. А. Садовским, Ю. Б. Харитоном, Е. И. Велиховым, Н. Г. Басовым, П. Д. Грушиным, Б. В. Бункиным, В. М. Титовым, Г. Г. Чёрным, Р. И. Нигматулиным.

## Награды и звания
- Орден Ленина (1956)
- Почётное звание «Заслуженный деятель науки Российской Федерации» (2000) — за заслуги в научной деятельности[2]
- Диплом за лучшую публикацию в журнале «Техника и наука» — за статью «Если сломалось сверло» (№ 8, 1981)